# Kungkai
Kungkai is een bestuurslaag in het regentschap Merangin van de provincie Jambi, Indonesië. Kungkai telt 3486 inwoners (volkstelling 2010).